# Clemente da Cunha Ferreira
Clemente da Cunha Ferreira, nascido Clemente Miguel da Cunha Ferreira (Resende, 29 de setembro de 1857 – São Paulo, 6 de agosto de 1947), foi um médico brasileiro.
Filho de José da Cunha Ferreira, português, e de Maria Neves da Cunha Ferreira, brasileira. Graduado pela Faculdade de Medicina do Rio de Janeiro em 1880, com a monografia “Tísica Pulmonar”.
Foi eleito membro da Academia Nacional de Medicina em 1890.